# 戸川安晴
戸川 安晴（とがわ やすはる/やすはれ、寛文10年（1670年） - 享保8年5月12日（1723年6月14日）は、江戸時代中期の幕臣（旗本）。通称は甚三郎、のち采女、十左衛門、三左衛門。
早島戸川家2代・重明の七男として生まれる。
兄・安貞の養子となり、正徳4年（1714年）5月、兄の死により家督を相続する。
経済力・土木技術の限界により、父や兄の新田開発路線から知行地の生産性の向上に目を向けた。しかし、父や兄の新田開発は遠浅の干潟（児島湾）を干拓したものであるため、帯江戸川家と同様に困難を極めた。
享保3年（1718年）江戸屋敷が類焼を受け焼失する。
江戸では、小姓組や寄合勤めであった。
享保8年5月12日没。跡目は子の安聡が継いだ。

## 系譜
- 父：戸川重明
- 母：岡氏
- 養父：戸川安貞
- 妻：不詳
  - 男子：戸川安聡